# Sociedad de Mujeres en Filosofía
La Sociedad de Mujeres en Filosofía (Society for Women in Philosophy) se creó en 1972 para apoyar y promover el trabajo de las mujeres en filosofía. Desde entonces, la Sociedad de Mujeres en Filosofía o "SWIP" se ha expandido a muchas sucursales en todo el mundo, incluidos Estados Unidos, Canadá, Irlanda, Reino Unido, Países Bajos, Flandes y Alemania. Las organizaciones SWIP de todo el mundo celebran reuniones y conferencias que tienen como objetivo apoyar a las mujeres en filosofía; algunas, como SWIPshop, se centran exclusivamente en la filosofía feminista, mientras que otras, como SWIP-Analytic, se centran en mujeres filósofas que trabajan en otras áreas. Una de las miembros fundadoras de la Society for Women in Philosophy fue Alison Jaggar, quien también fue una de las primeras personas en introducir las preocupaciones feministas en la filosofía. Cada año, la Sociedad de Mujeres en Filosofía nombra a una filósofa como la "Filósofa distinguida del año".

## Archivo
Algunos registros de archivo de SWIP se almacenaron originalmente en la Colección Sophia Smith en la biblioteca de Smith College (iniciada en 1982 por Kathy Pyne Parsons Addelson después del décimo aniversario de SWIP). El archivo SWIP oficial ahora se encuentra alojado permanentemente en el Archivo de Teoría Feminista, Centro Pembroke, Universidad de Brown. La nueva casa de SWIP es el producto de los esfuerzos del Proyecto de Archivo de Filosofía Feminista creado en junio de 2013 y que finalizó en julio de 2014. El objetivo principal del equipo del Proyecto FPA, compuesto por las filósofas Joan Callahan, Ann Garry, Alison Jaggar, Sandra Harding, Christina Rawls y Samantha Noll, era localizar y organizar el mejor archivo profesional posible durante más de cuatro décadas de registros SWIP para ser preservado. A partir de diciembre de 2014, la Asociación Filosófica Americana otorgó al Archivo de Teoría Feminista, SWIP, y al equipo organizador de FPAP asistencia financiera para ayudar en el procesamiento y preservación de los materiales de SWIP donados.

## Ramas
- NYSWIP es una sucursal de SWIP con sede en Nueva York. Fue fundada en 1993. Su objetivo es presentar el trabajo académico de las mujeres filósofas. Con este fin, posee la serie de conferencias Sue Weinberg, SWIPshop y SWIP-Analytic.[6][7]
- P-SWIP es una rama de SWIP con sede en el Pacífico americano.[8]
- CSWIP es una sucursal de SWIP con sede en Canadá. CSWIP apoya a las mujeres en filosofía, fomenta el feminismo en filosofía y la filosofía en feminismo.[9]
- SWIP Ireland es una sucursal de SWIP con sede en Irlanda. SWIP Irlanda tiene como objetivo "promover la filosofía de las mujeres, crear conciencia sobre los problemas que enfrentan las mujeres en la disciplina, facilitar la cooperación entre las mujeres en la filosofía en la Isla de Irlanda, crear vínculos con mujeres filósofas de otros países, promover la investigación por y sobre las mujeres filósofos, organizar conferencias y reuniones sobre temas de interés para mujeres filósofas".[10]
- SWIP UK es una sucursal de SWIP con sede en el Reino Unido. SWIP UK es una organización de estudiantes y profesionales del Reino Unido en filosofía.[11]
- SWIP.NL es la rama holandesa de SWIP y apoya a mujeres en filosofía en los Países Bajos y Flandes.[12]
- SWIP Alemania es la rama alemana de SWIP y busca "avanzar en la igualdad de trato de las mujeres y la paridad de género en filosofía".[13]
- SWIP CH es la rama suiza de SWIP y apoya a las mujeres en filosofía en Suiza. SWIP CH es "una sociedad sin fines de lucro con el objetivo de combatir la desigualdad de género en el campo de la filosofía".[14]

## Premio Filósofa distinguida del año
Cada año, una filósofa es nombrada la Filósofa distinguida del año por la División Oriental de la Sociedad de Mujeres en Filosofía. En respuesta a la objeción de esta distinción en 2011, Jennifer Saul dijo: "Estoy profundamente honrada y absolutamente atónita por esto. Es especialmente maravilloso ser reconocido por hacer una diferencia en la vida de las personas al hacer filosofía. Para mí, ese es el mayor honor que podría recibir". 
- 2016: Maria Lugones (Universidad de Binghamton).
- 2014: Peggy DesAutels (Universidad de Dayton).
- 2013: Alison Wylie (Universidad de Washington, Seattle).
- 2012: Diana Meyers (Universidad Loyola de Chicago).
- 2011: Jennifer Saul (Universidad de Sheffield).
- 2010: Sally Haslanger (MIT).
- 2009: Código de Lorena (Universidad de York).
- 2008: Nancy Tuana (Universidad Estatal de Pensilvania).
- 2007: Joan Callahan (Universidad de Kentucky).
- 2006: Ruth Millikan (Universidad de Connecticut).
- 2005: Linda Martín Alcoff (Hunter College, CUNY).
- 2004: Susan Sherwin (Universidad de Dalhousie).
- 2003: Eva Feder Kittay (Universidad Stony Brook).
- 2002: Sara Ruddick (Nueva Escuela de Investigación Social).
- 2001: Amélie Rorty (Universidad de Brandeis).
- 2000: no otorgado.
- 1999: Marilyn Frye (Universidad Estatal de Míchigan).
- 1998: Linda López McAlister (Universidad del Sur de Florida).
- 1997: Claudia Card (Universidad de Wisconsin).
- 1996: Gertrude Ezorsky (Brooklyn College, CUNY).
- 1995: Alison Jaggar (Universidad de Colorado).
- 1994: Iris Marion Young (Universidad de Chicago).
- 1993: Kathryn Pyne Addelson (Smith College).
- 1992: Virginia Held (CUNY Graduate Center).
- 1991: Jane Roland Martin (Universidad de Massachusetts, Boston).
- 1990: Sandra Harding (UCLA).
- 1989: Hazel Barnes (Universidad de Colorado).
- 1988: Leigh Cauman (Universidad de Columbia).
- 1987: Elizabeth Flowers (Universidad de Pensilvania).
- 1986: Mary Mothersill (Colegio Barnard).
- 1985: Marjorie Grene (a partir de 1988 (Virginia Tech)).
- 1984: Elizabeth Lane Beardsley (Universidad de Temple).

## Hypatia
Hypatia: A Journal of Feminist Philosophy (Hipatia: un diario de filosofía feminista), publicado trimestralmente por Wiley-Blackwell, tiene sus raíces en la Sociedad de Mujeres en Filosofía.

## Eventos
En la década de 1980, mientras una estudiante graduada en el Centro de Graduados de la Universidad de la Ciudad de Nueva York, Mary Ellen Waithe, ahora profesora de filosofía y directora interina de Estudios de la Mujer en la Universidad Estatal de Cleveland, "encontró una referencia a un trabajo de Aegidius Menagius, Historia Mullierum Philosopharum, publicado en 1690 y 1692. [Waithe] nunca había oído hablar de ninguna mujer filósofa anterior al siglo XX, con la excepción de la reina Christina de Suecia, conocida como la estudiante de Descartes, y Hildegard von Bingen, que vivió en el siglo XII". Después de obtener una copia de este libro, descubrió que "muchas de las mujeres [Menagius] que figuran como filósofas eran astrónomas, astrólogos, ginecólogos o simplemente familiares de filósofos varones. Sin embargo, la lista de mujeres presuntamente filósofas fue impresionante". En este punto, decidió "crear un equipo de expertas para colaborar... Publiqué un aviso en el boletín SWIP (Society for Women in Philosophy) y recibí media docena de respuestas de filósofas". Este proyecto de colaboración condujo a la publicación de los cuatro volúmenes de Una historia de las mujeres filósofas, publicada entre 1987 y 1995, que incluye las siguientes secciones: 
- Volumen 1, Mujeres filósofas antiguas (1987) 600 aC-500 dC, Aspasia de Mileto, Diotima de Mantinea, Julia Domna, Macrina e Hipatia de Alejandría.[17]
- Volumen II, Filósofas medievales, renacentistas e ilustradas (1989) 500-1600, Hildegarda de Bingen, Eloísa, Matilde de Magdeburgo, Juliana de Norwich, Catalina de Siena y otras.[18]
- Volumen III, Mujeres filósofas modernas (1991) 1600-1900, Margaret Cavendish, Cristina (Reina de Suecia), Anne Finch (Vizcondesa Conway), Sor Juana, Mary Wollstonecraft, Harriet Hardy Taylor Mill y docenas de otras.[19][20]
- Volumen IV, Mujeres filósofas contemporáneas (1995) 1900-presente, Lady Welby-Gregory, Charlotte Perkins Gilman, Lou Salome, L. Susan Stebbing, Edith Stein, Ayn Rand, Hannah Arendt, Simone Weil y muchas otras.[21]

En la conferencia de 2002 de la Sociedad Canadiense de Mujeres en Filosofía, Nancy Tuana afirmó la teoría evolutiva de que el clítoris es innecesario en la reproducción y, por lo tanto, ha sido "históricamente ignorado", principalmente debido a "un miedo al placer". "Es placer separado de la reproducción. Ese es el miedo". Ella razonó que este miedo es la causa de la ignorancia que oculta la sexualidad femenina. La concepción heredada, presentada por Stephen Jay Gould sugiere que las contracciones musculares asociadas con los orgasmos tiran de los espermatozoides desde la vagina hasta el cuello uterino, donde está en una mejor posición para alcanzar el óvulo. La propuesta de Tuana desafió la opinión previamente aceptada por los biólogos masculinos.

## Publicaciones
- Helen Beebee; Jenny Saul (septiembre de 2011). Women in philosophy in the UK - a report by the British Philosophical Association and the Society for Women in Philosophy UK (en inglés). Joint BPA/SWIP Committee for Women in Philosophy. Archivado desde el original el 17 de octubre de 2013.